# A Força Que Nunca Seca
A Força Que Nunca Seca é o vigésimo segundo álbum de estúdio da cantora brasileira Maria Bethânia lançado em 1999 pela BMG .

## Faixas
| N.º | Título                              | Música                                                     | Duração |  |
| 1.  | "O Trenzinho Caipira"               | Villa-Lobos / Ferreira Gullar                              | 3:27    |  |
| 2.  | "Luar do Sertão"                    | Catulo da Paixão Cearense / Jaime Ovalle / Manuel Bandeira | 3:22    |  |
| 3.  | "É o Amor"                          | Zezé di Camargo                                            | 4:20    |  |
| 4.  | "Não Tenha Medo"                    | Miltinho Edilberto                                         | 3:27    |  |
| 5.  | "Eu Queria Que Você Viesse"         | Marisa Monte / Carlinhos Brown                             | 2:57    |  |
| 6.  | "Espere por Mim Morena"             | Gonzaguinha                                                | 3:05    |  |
| 7.  | "Resto de Mim"                      | Roberto Mendes / Ana Basbaum                               | 2:59    |  |
| 8.  | "Gema"                              | Caetano Veloso                                             | 2:52    |  |
| 9.  | "Cacilda"                           | Zé Miguel Wisnik                                           | 2:22    |  |
| 10. | "Agradecer e Abraçar"               | Vevé Calazans / Gerônimo                                   | 3:21    |  |
| 11. | "As Flores do Jardim da Nossa Casa" | Roberto Carlos / Erasmo Carlos                             | 3:25    |  |
| 12. | "Romaria"                           | Renato Teixeira                                            | 3:16    |  |
| 13. | "A Força Que Nunca Seca"            | Chico César / Vanessa da Mata                              | 2:17    |  |
| 14. | "Vila do Adeus"                     | Roberto Mendes / Jorge Portugal                            | 3:06    |  |